# Kamycki Potok
Kamycki Potok – potok, lewy dopływ potoku Ciśniawa. 
Górny bieg Kamyckiego Potoku to potok Kamycko. Kamycki Potok spływa z południowo-wschodnich zboczy Pasma Policy w Beskidzie Żywieckim. Zlewnia potoku w całości znajduje się w obrębie miejscowości Sidzina. Nazwa potoku pochodzi od sidzińskiego przysiółka (roli) Kamycko, położonego w jego dolinie.
Kamycki Potok ma liczne źródła na zboczach Okrąglicy i Urwanicy. Najwyżej położone z nich znajdują się na wysokości około 1060 m. Spływające z nich cieki łączą się w jedno koryto potoku na wysokości około 660 m, w przysiółku Kamycko. Od tego miejsca Kamycki Potok spływa we wschodnim kierunku i w przysiółku Zagrody uchodzi do Ciśniawy.